# Solomon (Kansas)
Pour les articles homonymes, voir Solomon.
Solomon est une ville américaine située dans les comtés de Dickinson et de Saline, au Kansas. Selon le recensement de 2020, sa population est de 993 habitants.